# Endocarditis de Libman-Sacks
La endocarditis de Libman-Sacks es una forma de endocarditis no infecciosa que frecuentemente se localiza en la valva posterior de la válvula mitral del corazón. Las lesiones valvulares tienden a ser vegetaciones granulomatosas y pueden ubicarse en cualquier porción del endocardio. La enfermedad recibe su nombre en honor de los médicos estadounidenses Emanuel Libman y Benjamin Sacks que realizaron su descripción en 1924.

## Epidemiología
Las anormalidades de las válvulas cardíacas son hallazgos frecuentes en pacientes con lupus. Las masas se reportan postmortem en aproximadamente 50% de los casos fatales de lupus. Por estudios ecográficos se puede detectar estas anormalidades entre un 28-74% de los pacientes.

## Cuadro clínico
La endocarditis de Libman-Sacks tiende a ser asintomática y no siempre puede verse en imágenes ecográficas. La longevidad de los pacientes aumentó con la administración de esteroides en pacientes con lupus. Ciertas enfermedades como la insuficiencia cardíaca, trastornos o reemplazo de una válvula o fenómenos embólicos pueden complicar las anormalidades de la endocarditis no-infecciosa.

## Patología
Las vegetaciones clásicas de la endocarditis de Libman y Sacks se forman por hileras de fibrina, neutrófilos e histiocitos. La válvula mitral es la más comúnmente afectada y las masas se localizan tanto en la cara ventricular como auricular de las valvas. Estas lesiones producen una valvulitis que tienden a ser silentes, es decir, raramente producen disfunción significativa de la válvula y raramente embolizan. La válvula aórtica también puede verse afectada. 
Cuando aparece una complicación a raíz de una endocarditis no-infecciosa, por lo general se asocia con una regurgitación mitral más que una estenosis mitral. Ocasionalmente, cuando hay disfunción valvular, puede resultar en una insuficiencia cardíaca. Si ocurre un embolismo, por lo general causa complicaciones neurológicas y sistémicas. En la endocarditis trombótica secundaria a la enfermedad de Libman-Sacks, se forman focos de necrosis.